# Zoology of the Voyage of H.M.S. Beagle

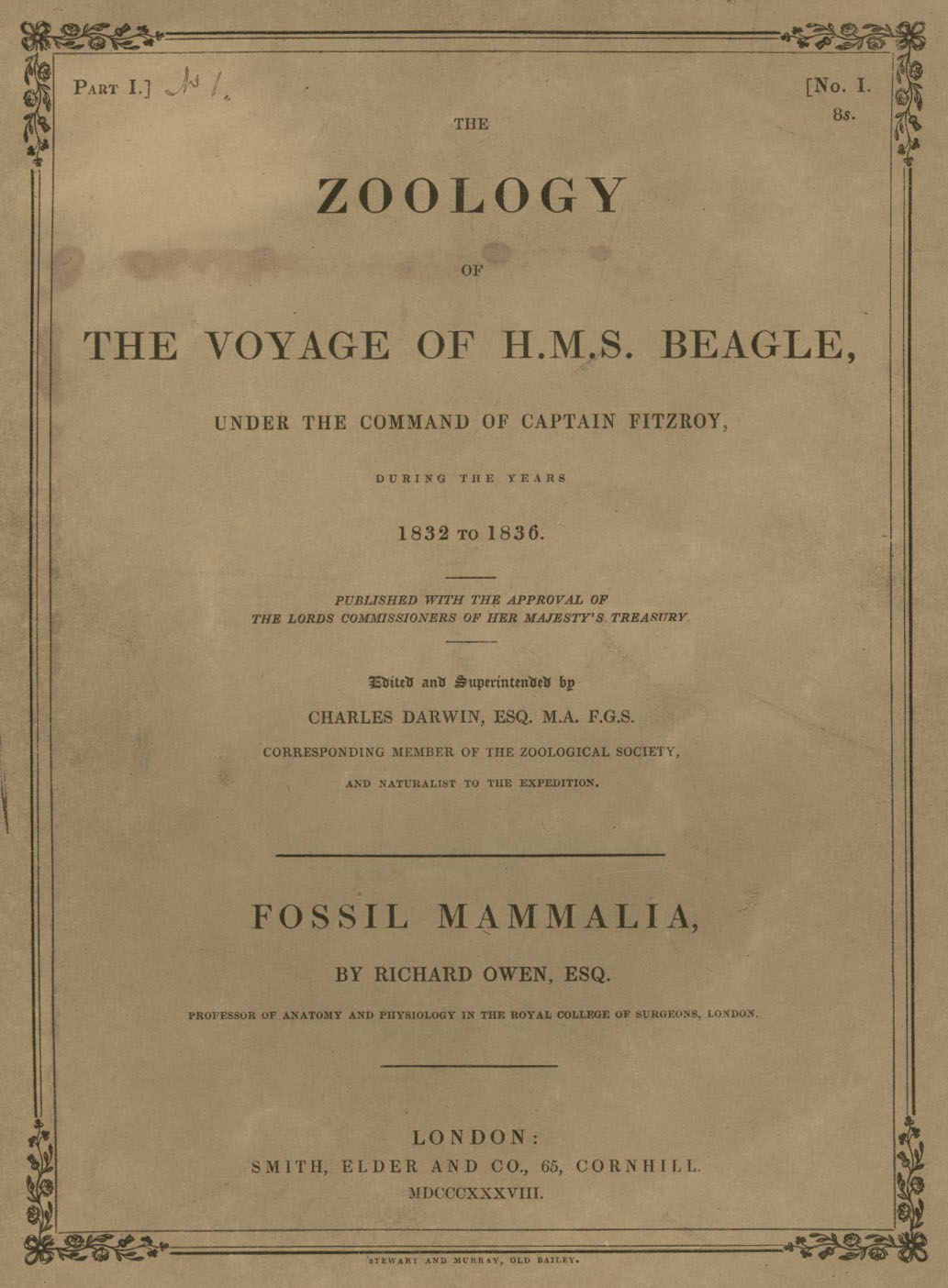
Parte 1. Capa

The Zoology of the Voyage of H.M.S. Beagle Under the Command of Captain Fitzroy, R.N., during the Years 1832 to 1836 é um livro de 5 partes publicado sem encadernações em dezenove números como estavam prontos, entre fevereiro de 1838 e outubro de 1843. Foi escrito por vários autores e editado e supervisionado por Charles Darwin, publicando descrições especializadas das coleções que ele havia feito durante a viagem do Beagle.
- Part 1. Fossil Mammalia (1838 – 1840), de Richard Owen (Prefácio e introdução geológica de Darwin)
- Part 2. Mammalia (1838 – 1839), de George R. Waterhouse (Introdução geográfica e Um aviso de seus hábitos e áreas por Darwin)

Darwin também contribuiu com avisos de hábitos e variedades ao longo do texto de Mammalia and Birds, e o texto de Fish and the Reptiles incluiu numerosas notas dele que foram tiradas principalmente de seus rótulos. Os autores dessas partes foram os seguintes:
- Part 3. Birds (1838 – 1841), de John Gould
- Part 4. Fish (1840 – 1842), de Leonard Jenyns
- Part 5. Reptiles (1842 – 1843), de Thomas Bell

Por uma pequena taxa adicional, os editores venderam a obra completa encadernada, em cinco volumes, e posteriormente encadernada em três volumes, o primeiro incorporando as Partes 1 e 2, o segundo Parte 3 e o terceiro Partes 4 e 5. Um exemplo desse arranjo pode pode ser visto na entrada de catálogo para as cópias mantidas na Biblioteca Estadual de New South Wales. As cópias publicadas pelo Élder Smith, 1840-1843 têm os cinco volumes encadernados em três com algumas placas dobradas..